# Norlys Holding
Norlys med det fulde navn Norlys Holding A/S er et dansk holdingselskab, der ejes af Norlys a.m.b.a. Aktiviteter omfatter energiselskab og telekommunikation. Der er over 1,7 mio. kunder og 4600 ansatte. Norlys ejer Stofa og Elnetselskabet N1.

## Historie
Norlys er et dansk selskab, grundlagt i 2020 som en fusion af tele- og energiselskaberne Eniig og SE med daværende direktør Niels Duedahl.
I marts 2022 solgte Norlys 35% af koncernens fibernet-division til et fransk-hollandsk investorkonsoritum.
I april 2023 indgik Norlys en foreløbig aftale om at købe Telias danske forretning for ca. 6 milliarder danske kroner. Salget berører omkring 1,5 millioner danske kundeforhold. Dermed forsøger Norlys, ifølge daværende direktør Niels Duedahl, at komme ind på mobilmarkedet. 
Aftalen mellem Norlys og Telia var betinget af godkendelse fra Norlys' repræsentantskab, samt en detaljeret undersøgelse af virksomheden i første kvartal af 2024.
I april 2024 bliver ‘Telia Danmark’ en del af Norlys og får derfor nyt juridisk navn til ‘Telia Mobil Danmark A/S’.